# Aristòtil d'Argos
Aristòtil d'Argos (en llatí Aristoteles, en grec antic Ἀριστοτέλης) fou un filòsof megàric o dialèctic, segons Plutarc i Diògenes Laerci, i també un polític de la ciutat d'Argos que va florir cap al segle III aC.
Formava part del partit que s'havia establert a Argos que reunia els enemics de Cleòmenes III d'Esparta. Quan Cleòmenes va ocupar Argos, Aristòtil es va posar al servei de la Lliga Aquea per intentar recuperar la ciutat, segons Polibi i Plutarc.